# Ферьер (Тарн)
Ферье́р (фр. Ferrières, окс. Ferrièiras) — коммуна во Франции, находится в регионе Юг — Пиренеи. Департамент — Тарн. Входит в состав кантона От-Тер-д’Ок. Округ коммуны — Кастр.
Код INSEE коммуны — 81091.

## География

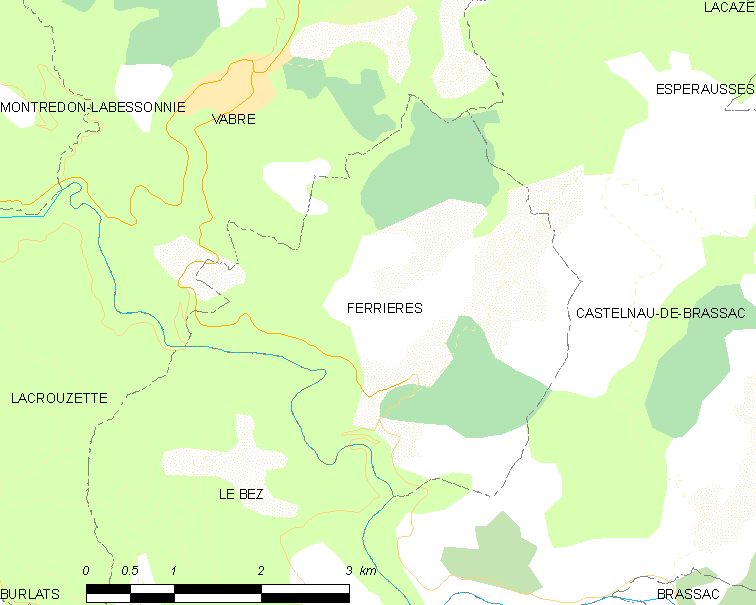
Карта коммуны

Коммуна расположена приблизительно в 580 км к югу от Парижа, в 85 км восточнее Тулузы, в 39 км к юго-востоку от Альби.
На юго-западе коммуны протекает река Агу.

## Климат
Климат умеренно-океанический. Зима мягкая и дождливая, лето жаркое с частыми грозами. Ветры довольно редки.

## Население
Население коммуны на 2010 год составляло 144 человека.
| 1962 | 1968 | 1975 | 1982 | 1990 | 1999 | 2010 |
| ---- | ---- | ---- | ---- | ---- | ---- | ---- |
| 253  | 207  | 175  | 196  | 180  | 149  | 144  |

## Администрация
| Период | Период | Фамилия     | Партия | Примечания |
| ------ | ------ | ----------- | ------ | ---------- |
| 1967   | ?      | Луи Эстадьё |        |            |
| ?      | 1995   | Поль Фор    |        |            |
| 1995   | 2013   | Пьер Дави   |        |            |
| 2013   | 2020   | Ален Гран   |        |            |

## Экономика
В 2007 году среди 89 человек в трудоспособном возрасте (15—64 лет) 49 были экономически активными, 40 — неактивными (показатель активности — 55,1 %, в 1999 году было 68,4 %). Из 49 активных работали 44 человека (31 мужчина и 13 женщин), безработных было 5 (3 мужчин и 2 женщины). Среди 40 неактивных 6 человек были учениками или студентами, 15 — пенсионерами, 19 были неактивными по другим причинам.

## Достопримечательности
- Замок Ферьер (XI век). Исторический памятник с 1925 года.[4]
- Музей протестантизма.[5]

## Фотогалерея

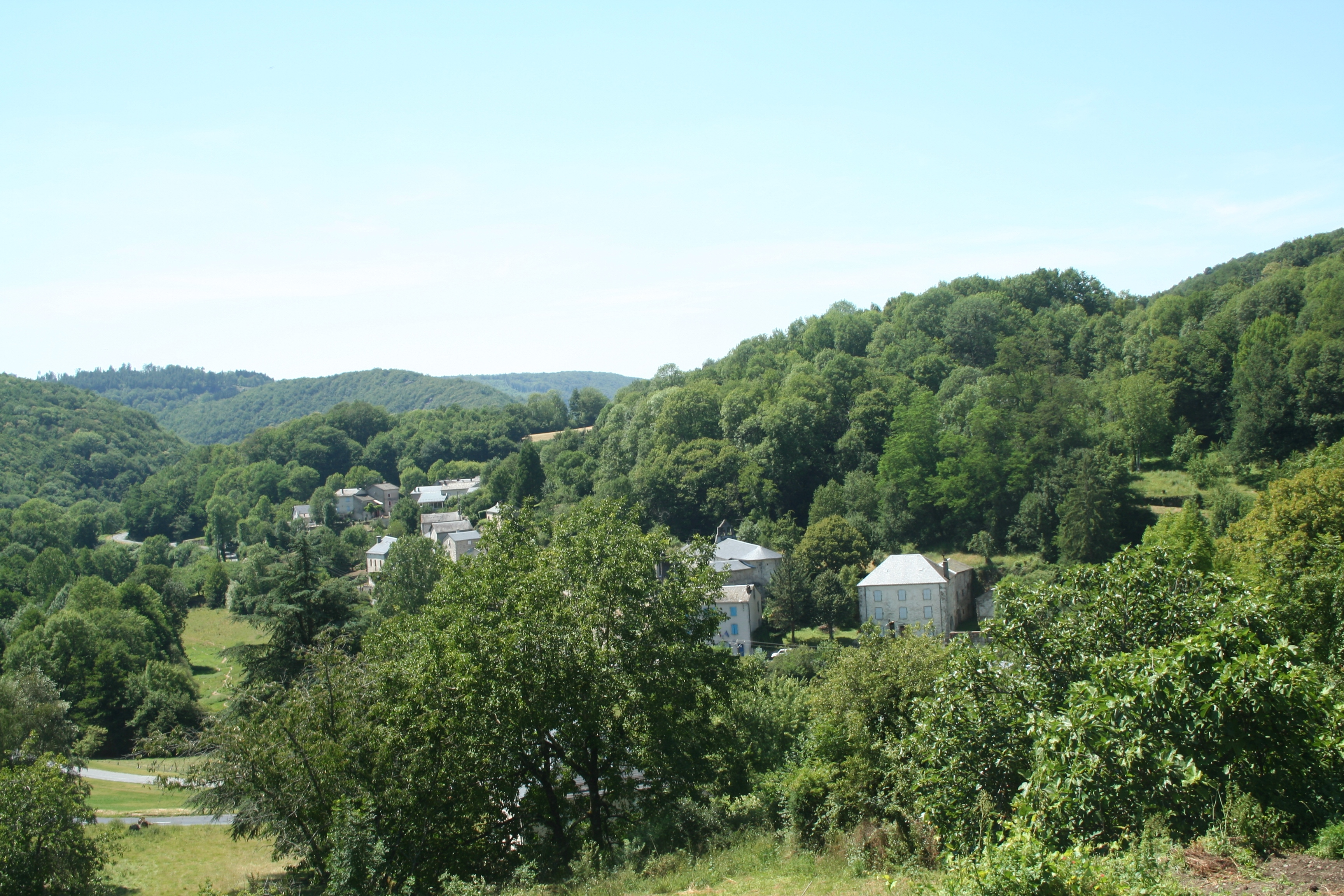
Ферьер
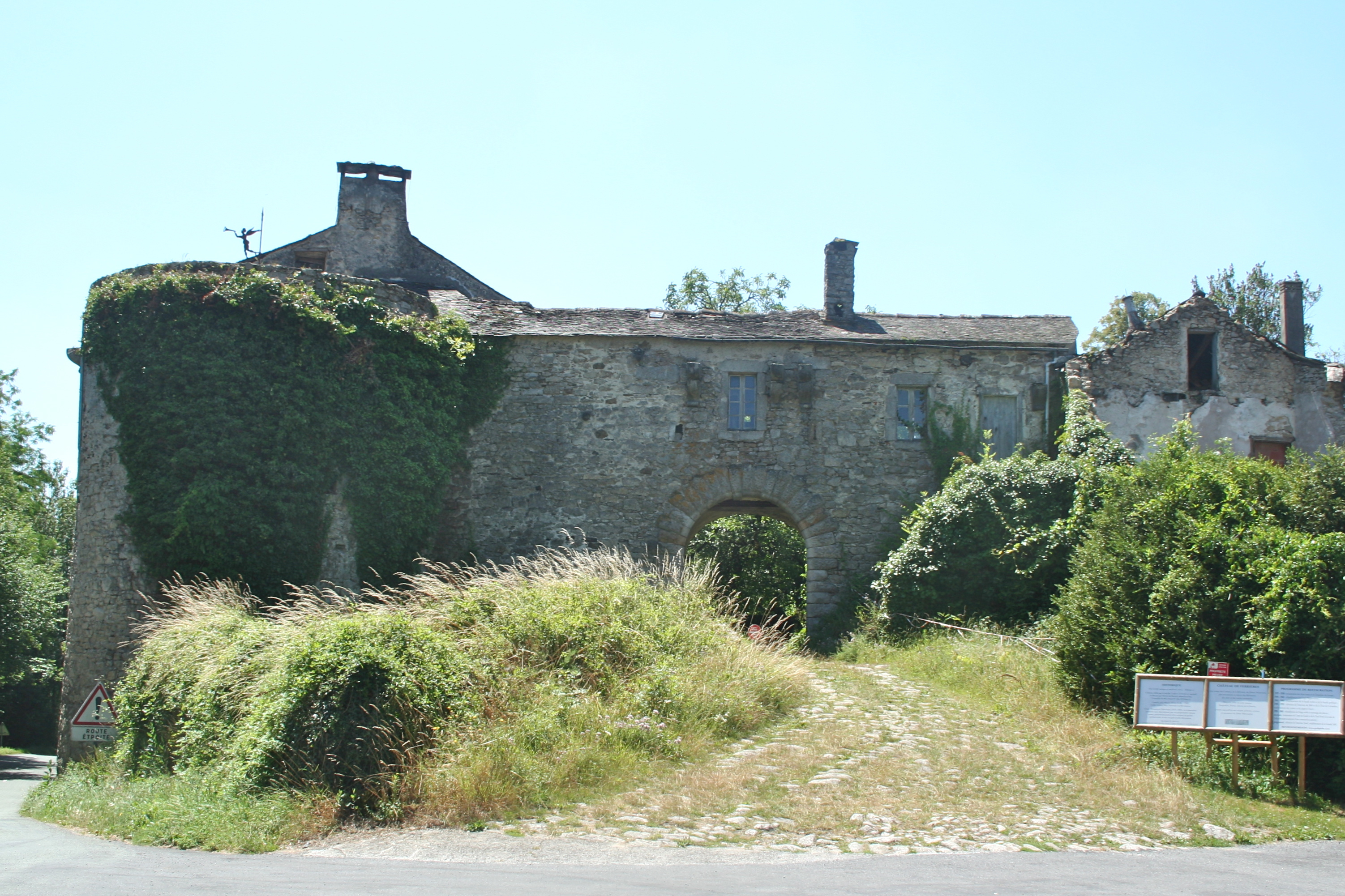
Замок Ферьер
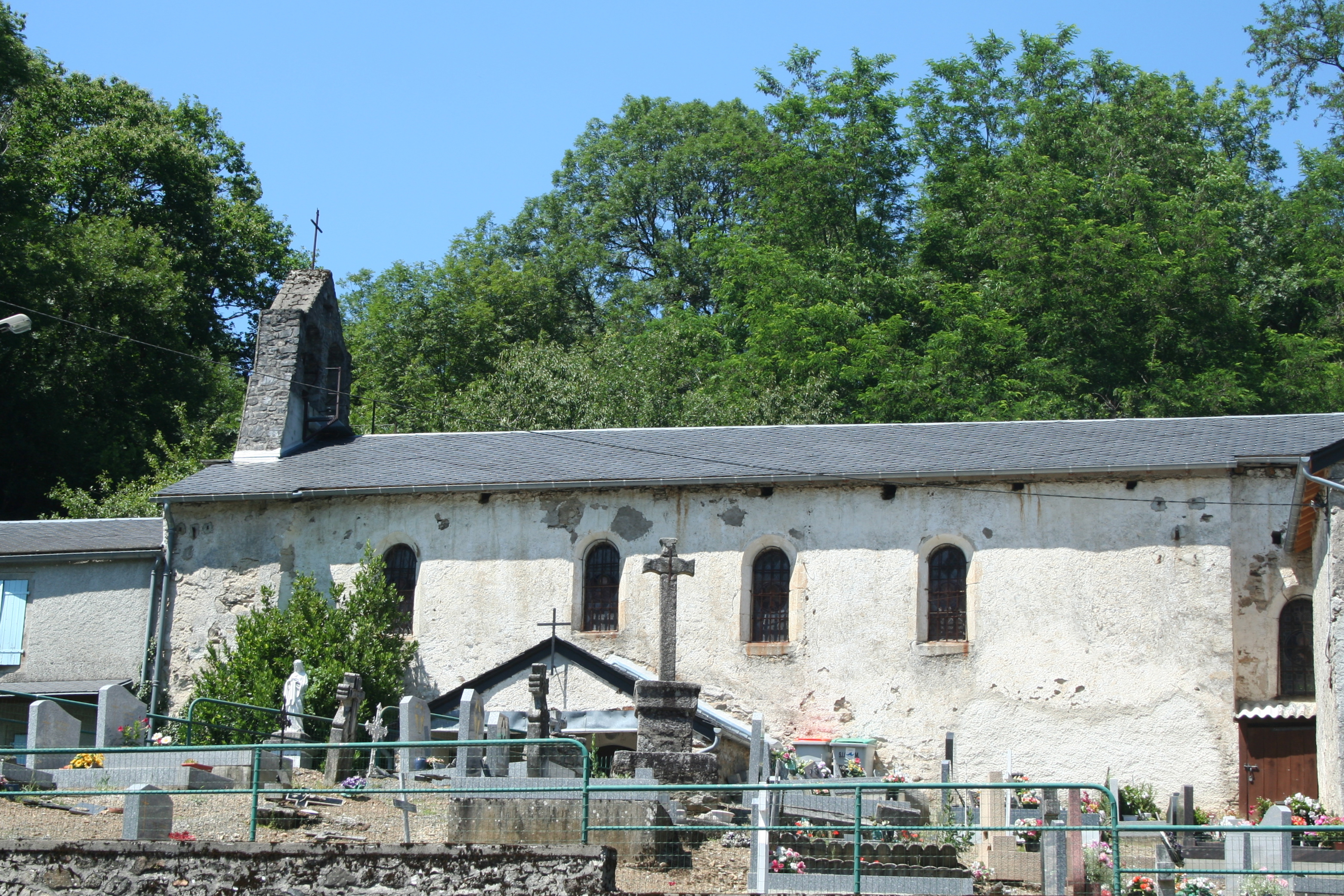
Церковь
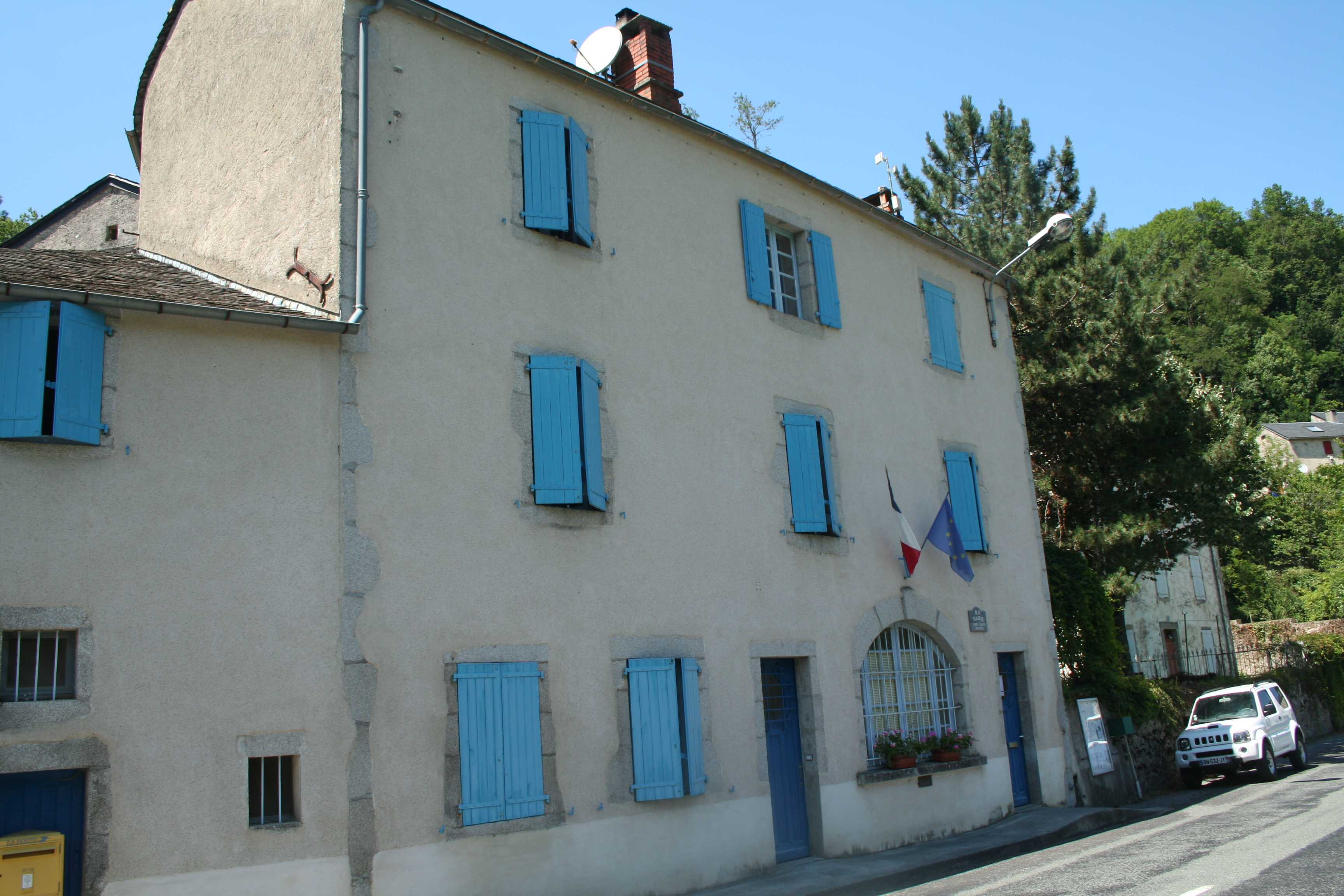
Мэрия
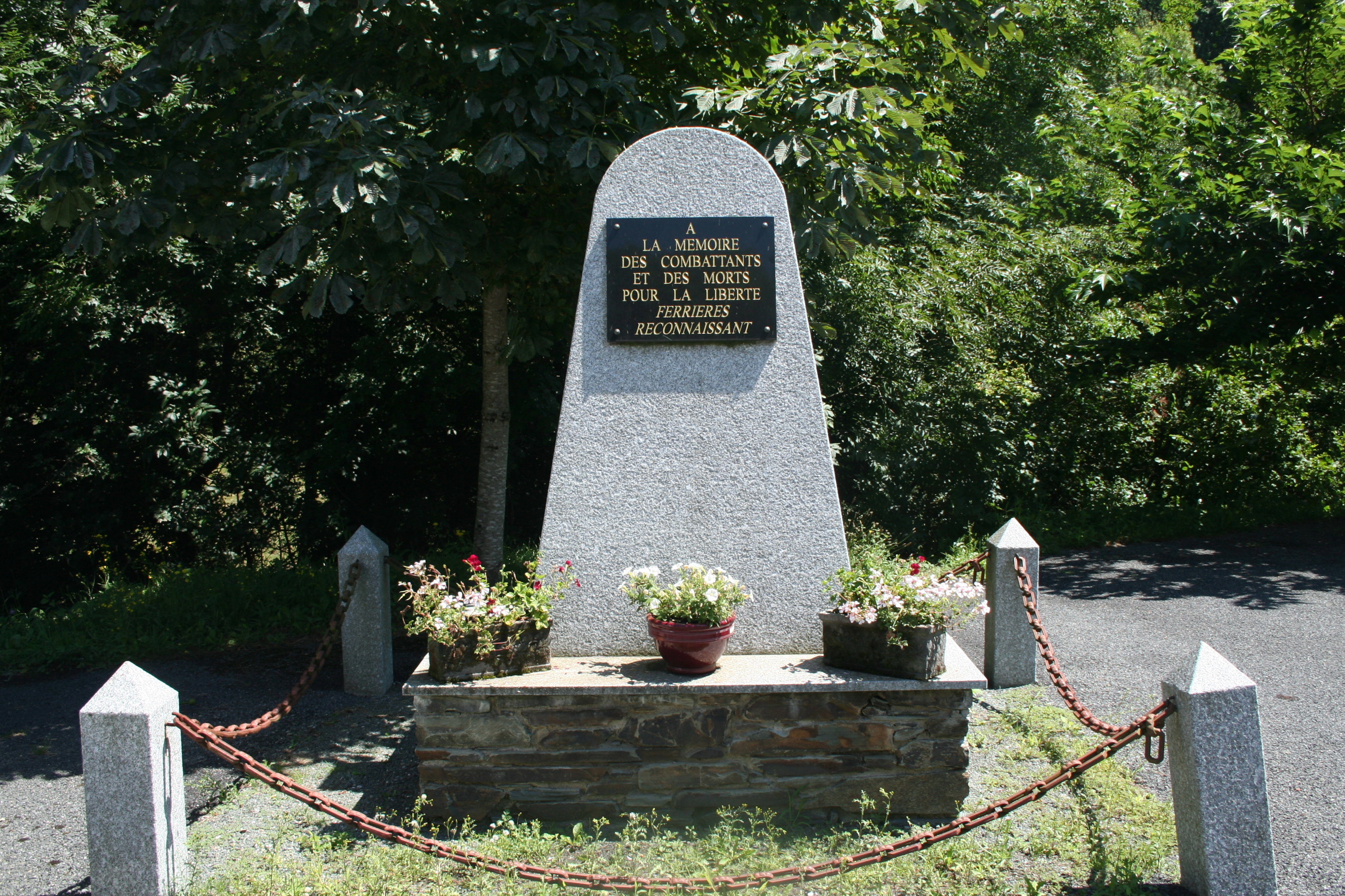
Военный мемориал
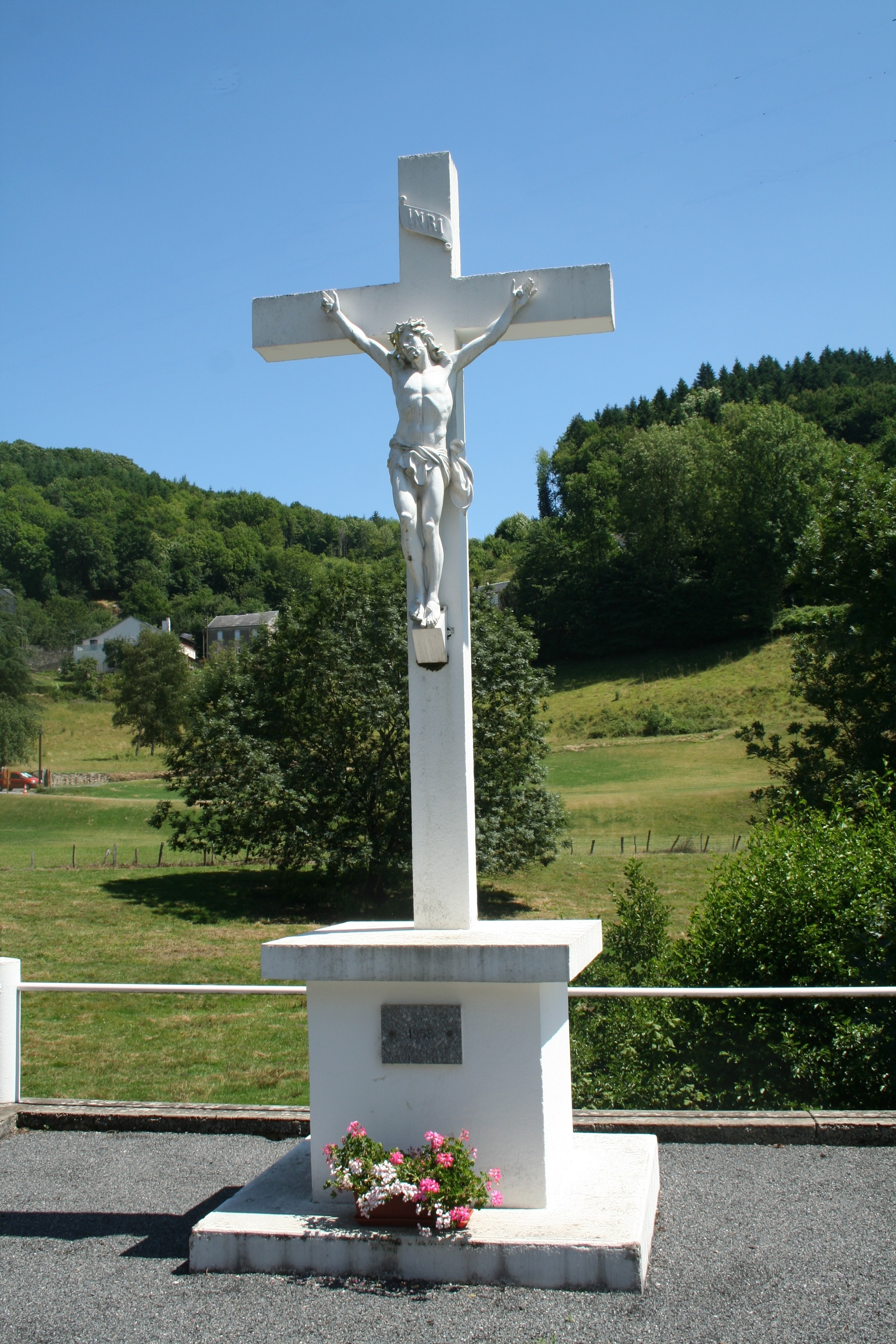
Крест